# Zhou Tao
Zhou Tao (chiń. 周涛) – chińska brydżystka.

## Wyniki brydżowe

### Zawody światowe
W światowych zawodach zdobył następujące lokaty:
| Mistrzostwa Świata. Konkurencja teamów | Mistrzostwa Świata. Konkurencja teamów | Mistrzostwa Świata. Konkurencja teamów | Mistrzostwa Świata. Konkurencja teamów | Mistrzostwa Świata. Konkurencja teamów | Mistrzostwa Świata. Konkurencja teamów |
| Rok                                    | Miejsce                                | Zawody                                 | Kategoria                              | Drużyna                                | Pozycja                                |
| -------------------------------------- | -------------------------------------- | -------------------------------------- | -------------------------------------- | -------------------------------------- | -------------------------------------- |
| 2014                                   | Sanya                                  | 14. Seria Mistrzostw Świata            | Kobiety                                | Dezhouqiaoxie                          | 5                                      |
| 2014                                   | Sanya                                  | 14. Seria Mistrzostw Świata            | Miksty                                 | Radio Communications of Cas            | 35                                     |
| 2008                                   | Pekin                                  | 1. Olimpiada Sportów Umysłowych        | Miksty                                 | Chengduliaozhi                         | 24                                     |
| 2007                                   | Szanghaj                               | 38 Mistrzostwa Świata Teamów           | Trans                                  | Korea-China                            | 133                                    |

| Mistrzostwa Świata. Konkurencja par | Mistrzostwa Świata. Konkurencja par | Mistrzostwa Świata. Konkurencja par | Mistrzostwa Świata. Konkurencja par | Mistrzostwa Świata. Konkurencja par | Mistrzostwa Świata. Konkurencja par |
| Rok                                 | Miejsce                             | Zawody                              | Kategoria                           | Partner                             | Pozycja                             |
| ----------------------------------- | ----------------------------------- | ----------------------------------- | ----------------------------------- | ----------------------------------- | ----------------------------------- |
| 2014                                | Sanya                               | 14. Seria Mistrzostw Świata         | Kobiety                             | Liu Shu                             | 1                                   |
| 2014                                | Sanya                               | 14. Seria Mistrzostw Świata         | Miksty                              | Wu Jian                             | 57                                  |

## Klasyfikacja
- Zhou Tao – klasyfikacja WBF (ang.)